# Powiatul Myślenice
Județul Myślenice (în poloneză Powiat myślenicki) este o unitate teritorial-administrativă și administrație locală (powiat) în voievodatul Polonia Mică, sudul Poloniei.
Județul a fost înființat în data de 1 ianuarie 1999 ca rezultat al reformelor poloneze locale adoptate în anul 1998. Sediul administrativ al județului și cel mai mare oraș este Myślenice care este la 36 km de capitala regională Cracovia. În județ mai există orașele:
- Sułkowice la 10 km spre vest de Myślenice
- Dobczyce la 15 km spre nord-est de Myślenice.

Județul are o suprafață de 673,3 kilometri pătrați. În anul 2006 populația totală era de 116.793 persoane, din care populația orașului Myślenice era de 18.070, a orașului Sułkowice de 6.305, iar în Dobczyce locuiau 6.028 persoane Populația rurală în județ era de 86.390 persoane.

## Județe învecinate
Județul Myślenice se învecinează:
- spre nord cu județul Cracovia și județul Wieliczka
- la est cu județul Bochnia și județul Limanowa
- la sud cu județul Nowy Targ
- la vest cu județul Sucha și județul Wadowice.

## Diviziunile administrative
Județul este împărțit în nouă comune (gmina)  (trei urban-rurale și șase rurale). Acestea sunt prezentate în tabelul de mai jos, în ordinea descrescătoare a populației.
| Comuna              | Tip         | Suprafața (km²) | Populația (2006) | Sediu        |
| Comuna Myślenice    | urban-rural | 153.7           | 40,783           | Myślenice    |
| Comuna Dobczyce     | urban-rural | 66.6            | 13,941           | Dobczyce     |
| Comuna Sułkowice    | urban-rural | 60.5            | 13,784           | Sułkowice    |
| Comuna Pcim         | rural       | 88.6            | 10,327           | Pcim         |
| Comuna Lubień       | rural       | 75.0            | 9,294            | Lubień       |
| Comuna Tokarnia     | rural       | 68.9            | 8,072            | Tokarnia     |
| Comuna Siepraw      | rural       | 31.9            | 7,809            | Siepraw      |
| Comuna Wiśniowa     | rural       | 67.1            | 6,833            | Wiśniowa     |
| Comuna Raciechowice | rural       | 61.0            | 5,950            | Raciechowice |